# Løsgængere i den franske nationalforsamling
Løsgængere (fransk: Non-inscrits à l'Assemblée nationale (NI)) i den franske Nationalforsamling er de parlamentarikere, der ikke medlemmer af en af Nationalforsamlingens parlamentariske grupper. 
Der kræves 15 medlemmer for at danne en parlamentarisk gruppe. De fleste repræsentanter for partier med under 15 medlemmer melder sig ind i andre partiers grupper, men ofte er der nogle parlamentarikere, der kommer til at stå udenfor grupperne.  

## Løsgængere efter valget i 2017
Efter valget i 2017 var der 18 løsgængere, der fordelte sig således:
- tre fra det korsikanske parti Pè a Corsica
- otte fra Front National
- tre fra Det radikale venstreparti
- én fra Rejs jer for Frankrig
- én fra det ekstremt højreorienterede Ligue du Sud
- én fra Résistons !
- én uafhængig løsgænger (tidligere socialist og radikal)

## Løsgængere efter valget i 2022
Efter valget i 2022 var der 9 løsgængere, der fordelte sig således:
- seks fra Centrum-venstre fra 3 partier.
  - tre fra Socialistpartiet.
  - to fra det uafhængige venstre.
  - én fra det radikale venstreparti.

- tre fra højrefløjen.
  - én fra det uafhængige højre
  - den tidligere præsidentkandidat Nicolas Dupont-Aignan fra Rejs jer for Frankrig.
  - én fra det ekstreme højre.